# 趙懷玉
趙懷玉（1747年—1823年），字億孫，號味辛，学者称味辛先生，江蘇武進（今常州市）人。
尚书趙申乔四世孙。乾隆十二年（1747年）生。洪亮吉的祖母乃怀玉曾祖赵熊诏之女。乾隆四十五年（1780年）乾隆帝南巡，召试，赐举人，授内阁中书。官至兗州府知府。嘉庆八年（1803年）因丁父忧归里，遂不复出。晚年主讲通州石港、西安关中、湖州爱山书院讲席。工於詩，与孙星衍、洪亮吉、黄景仁齐名，时称“孙、洪、黄、赵”。清宣宗道光三年（1823年），得风痺之疾，养疴家居，不久病卒。有诗文集《亦有生斋集》。